# Kowalów (województwo lubuskie)

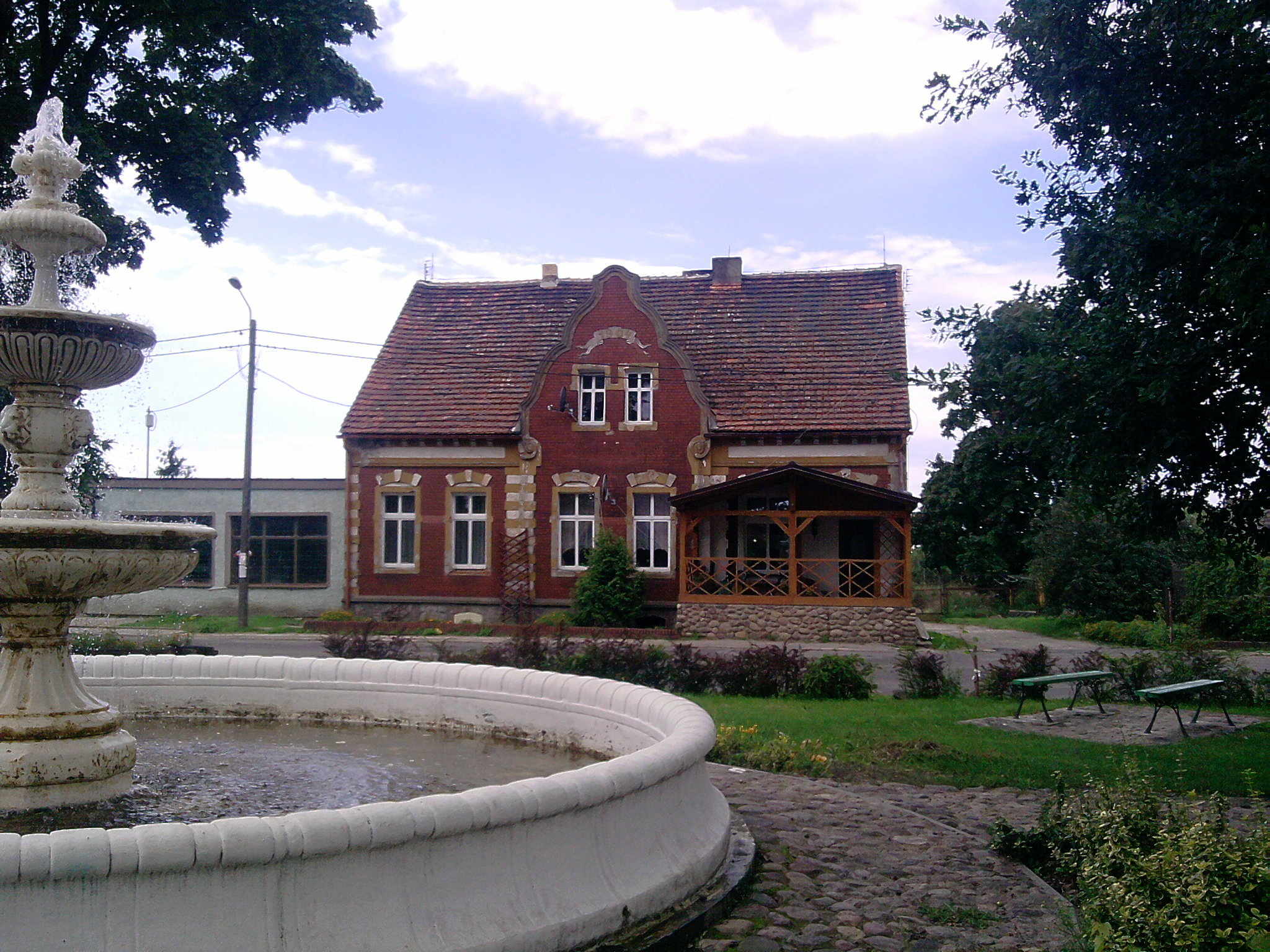
Centralna część miejscowości

Kowalów (niem. Kohlow) – wieś sołecka w Polsce położona w województwie lubuskim, w powiecie słubickim, w gminie Rzepin.
Kowalów jest szóstą miejscowością w powiecie słubickim pod względem liczby ludności.

## Historia
Najstarszy zachowany dokument dotyczący wsi Kowalów pochodzi z 1405 roku, jednak wieś musiała zostać założona już w XIII wieku o czym świadczy zabytkowy późnoromański kościół z okresu 1250–1270. Wieś stanowiła ośrodek majątku ziemskiego, którego właścicielem do 1945 r. była rodzina von Kaphengst-Kohlow.
2 lutego 1945 roku wieś została zajęta przez wojska radzieckie, które w kwietniu przekazały ją polskiej administracji. Dotychczasowi mieszkańcy zostali wywłaszczeni i wysiedleni do Niemiec.
Po wprowadzeniu się Polaków zorganizowano tu gminę zbiorczą, natomiast dotychczasowy kościół ewangelicki poświęcono na katolicki 29 czerwca 1945 roku. 12 sierpnia 1945 roku otworzono szkołę podstawową, nadając jej imię Niemieckich Bojowników Antyfaszystowskich; w 2009 r. jej nowym patronem został Janusz Korczak. W 1946 roku powstała w Kowalowie pierwsza w powiecie Gminna Spółdzielnia "Samopomoc Chłopska".
W latach 1945–1954 i 1973–1976 miejscowość była siedzibą gminy Kowalów. W latach 1954–1972 wieś należała i była siedzibą władz gromady Kowalów. W latach 1975–1998 miejscowość administracyjnie należała do województwa gorzowskiego.
W miejscowości działało państwowe gospodarstwo rolne w Kowalowie – później jako Zakład Rolny w Kowalowie wchodzący w skład Lubuskiego Kombinatu Rolnego w Rzepinie – oraz Rolnicza Spółdzielnia Produkcyjna „Jubilatka” w Kowalowie i Spółdzielnia Kółek Rolniczych w Kowalowie.

## Zabytki
Do wojewódzkiego rejestru zabytków wpisany jest:
- kościół parafialny pod wezwaniem śś. Apostołów Piotra i Pawła, późnoromański z XIII wieku, przebudowany w 1804, spłonął w 1996, odbudowany w 1997[9]

inne zabytki:
- podworski park z XIX wieku, z dębami o obwodzie do 330 cm[9].
- zabudowania folwarczne z końca XIX i początku XX wieku

## Demografia
Źródło:

## Sport i rekreacja
W miejscowości znajdują się następujące obiekty sportowe:
- stadion piłkarski przy ul. Radowskiej
- hala sportowa przy Zespole Szkół
- kompleks sportowy przy Zespole Szkół

Na stadionie i hali gra Klub Sportowy „Zorza” Kowalów, założony w roku 1955, grający w słubickiej A-klasie. Charakterystyczne barwy zespołu: biało-niebiesko-czerwone
oraz „Skate Team Kowalów”, klub rolkarski wspierany przez Gminę Rzepin. Rolkarze biorą udział w zawodach odbywających się w ramach Pucharu Niemiec oraz Pucharu i Mistrzostw Polski, gdzie nawiązują rywalizację z czołowymi rolkarzami w swoich kategoriach.

## Transport
Transport drogowy

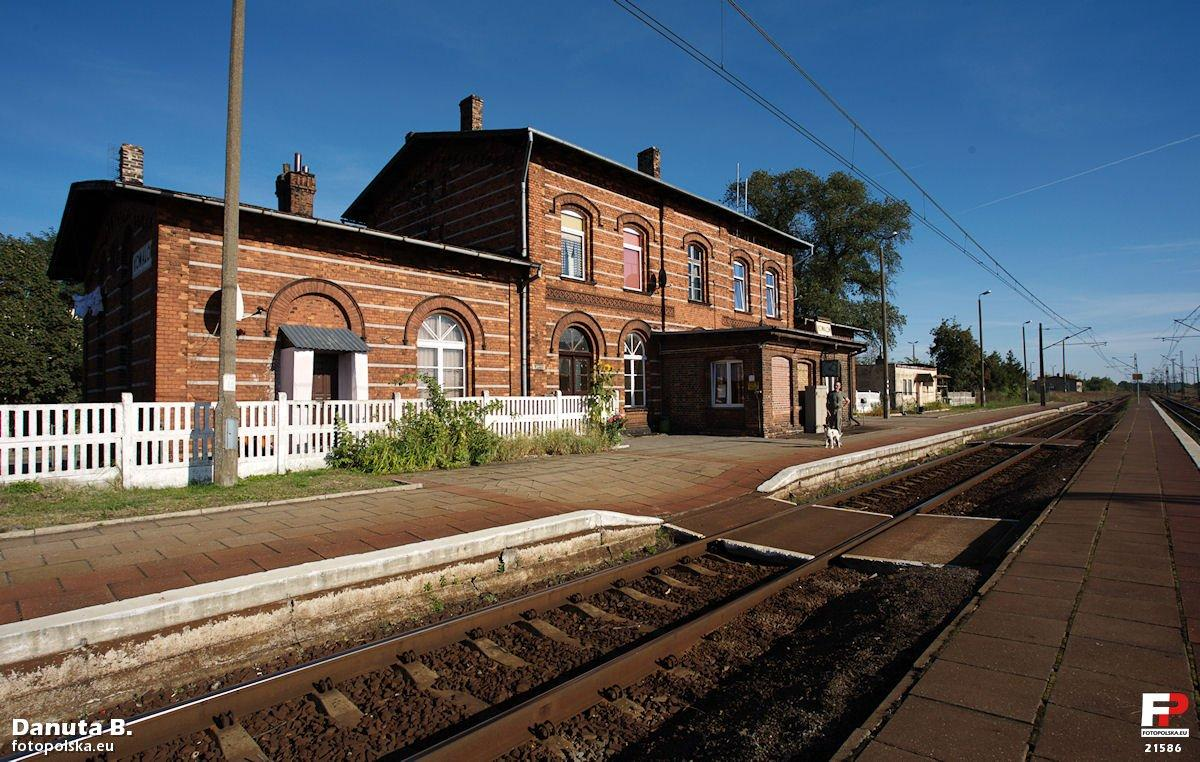
Stacja kolejowa w Kowalowie

Kowalów położony jest przy dwóch drogach wojewódzkich: nr 137 Słubice-Kowalów-Międzyrzecz-Trzciel i nr 139 Górzyca-Kowalów-Rzepin-Debrznica.
Transport kolejowy
W Kowalowie znajduje się stacja kolejowa Kowalów, która znajduje się na linii kolejowej nr 273 Nadodrzance łączącej Wrocław Główny ze Szczecinem Głównym. Bezpośrednie połączenia kolejowe umożliwiają dotarcie do wszystkich punktów na tej linii. Zatrzymują się tylko pociągi osobowe REGIO.